# Rátót nembeli Roland
Rátót nembeli Roland (Rátót nembeli I. Roland, vagy Rátót nembeli I. Loránd) (fl. 1241–1277), a 13. században élt magyar főúr, aki IV. Béla idejében 1241-ben pohárnokmester, 1242 és 1246 között királyi asztalnokmester, 1247-ben országbíró, 1248 és 1260 között nádor, 1260 és 1267 között szlavón bán, majd IV. László király uralkodásának idejében 1272 és 1273 között nádor és macsói bán, 1273-ban, majd 1274 és 1275 között ismét nádor, 1277-ben pedig újra országbíró volt. Apja, Rátót nembeli I. Domonkos, aki 1238-tól 1240-ig tárnokmester volt.

## Családja
A Rátót nemzetség ősei két normann lovag, Oliver és Rathold voltak, akik 1097 körül, Kálmán király uralkodása idején, Kálmán hitvese, Felícia szicíliai normann hercegnő kíséretében érkeztek és telepedtek le Magyarországon. A nemzetség legkorábbi ismert őse Roland dédapja, a Rátót nembeli I. Leustach a 12. század második felében erdélyi vajda volt.
I. Roland 1215 körül I. Domonkos fiaként született a Rátót nemzetségbe. Apja, aki 1238-tól 1240-ig tárnokmester volt 1241-ben a muhi csatában esett el. Rolandnak három testvére volt, István, a Pásztói, Tari és a kazai Kakas nemesi családok ősapja volt. Második testvérétől, I. Olivértől származott a Putnoki család. A harmadik testvér II. Leustach II. Roland nádor apja, valamint a nemzetség jolsvai, serkei és feledi ágának őse volt. Egyetlen azonosítatlan nővérük a befolyásos Pok nembeli Miklós leszármazottjához, a Pok nembeli II. Mórichoz ment feleségül.
Rolandnak ismeretlen feleségétől két fia született: Mátyás (fl. 1278–1296) mester és II. Rathold (fl. 1278–1296) mester. Mátyás vitte tovább a családot; a Paksi (vagy Paksy) vezetéknevet felvette és két fiúgyermeke volt: Paksi "Lápay" Roland / Lóránt (fl. 1320–1323) és Paksy Olivér (fl. 1330–1364)  volt, tárnokmester, királynéi udvarbíró, több vármegye főispánja volt I. Lajos uralkodása alatt. 

## Élete
Rolandot a korabeli források 1241-ben említik először, amikor a muhi csatatéren életét vesztett apja helyett a király a pohárnokmesteri méltóságot adományozta számára. Ebben a tisztségben Rolandot hamarosan sógora, a Pok nembeli II. Móric váltotta. Markó László szerint Roland még a következő évig hivatalban lehetett. Amikor IV. Béla király 1242 májusában, a mongolok kivonulása után visszatért Magyarországra, Roland is elkísérte uralkodóját. Eszerint az előző hónapokat ő is Dalmáciában töltötte, ahol a királyi udvarban talált menedéket. 1242-től 1245-ig (illetve nem hiteles oklevelek szerint 1241-től 1246-ig) asztalnokmester volt, emellett ispánként Nyitra vármegyét (1242–1243), majd Sopron vármegyét (1244–1245) is kormányozta.
1246-ban ő vezette IV. Béla király hadjáratát II. Frigyes osztrák herceg ellen, aki kihasználva Béla szorult helyzetét a tatárjárás idején megtámadta Magyarországot, és megszerezte a nyugati (Moson, Sopron és Vas) vármegyéket. Megvédte Sopront és Pozsony várát, de később 1246. június 15-én serege vereséget szenvedett az osztrákoktól a Lajta folyó melletti csatában. Frigyes azonban elesett a csatatéren, ami a háború és az osztrák megszállás végét eredményezte. Ezt követően a király Rolandot 1247-ben országbíróvá nevezte ki, és ezt a méltóságot valószínűleg 1248-ig viselte.

### Tevékenysége nádorként
Rolandot 1248-ban nevezték ki nádorrá, és ebben a korszakban szokatlanul hosszú ideig, 1260-ig szolgálta hűségesen a királyt. Ebben az időszakban Pozsony vármegye főispánja, 1255-ben pedig rövid ideig Sopron vármegye főispánja is volt (ebből az évből való fennmaradt pecsétje). Roland előtt a nádorok az országban vándorolva ítélkeztek tevékenykedtek, ő azonban felhagyott ezzel a gyakorlattal, és többnyire Pozsonyban tárgyalta a peres ügyeket. Az Árpád-házi királyok uralkodásának idején Roland volt az első nádor, aki okleveleinek többségét pontos keltezéssel adta ki. Ítéleteinek többsége a királyság északnyugati régiójához kapcsolódott. Az oklevelek többsége Pozsonyban kelt, de keltezett még a Győr megyei Oltván (már nem létezik), Vasváron, Trencsénben, Vaskán, Muraszombatban, Győrben, Mórichidán és Regedében (ma Bad Radkersburg, Ausztria) is. Ő volt az utolsó nádor, aki a Pannonhalmi Főapátság felett ítélkezett (1254-ben és 1255-ben), a kolostor valamivel később kapott kiváltságokat. Megbizatása alatt a nádori méltóság fokozatosan politikai tisztséggé vált, háttérbe szorítva korábbi hagyományos bírói funkcióit.
Roland 12 éves mandátuma alatt legalább 44 perben járt el, ezek közül 28-at teljes egészében megőriztek a korabeli oklevelek. A Pozsonyban székelő Roland a nádori feladatok mellett az északnyugati határ (Pozsony és Sopron megye) védelméért is felelt. Amikor IV. Béla felülvizsgálta elődei földadományait és visszakapta a volt királyi birtokokat, (ami Pozsony megyét nagymértékben érintette) Rolandot bízta meg a végrehajtással. Szovák Kornél történész állítása szerint Roland a pozsonyi káptalan papi állományát alkalmazta irnokként. 1254-ben Roland nádor részt vett az Ottokárral kötött békeszerződés kidolgozásában, amelyet rezidenciájában, Pozsonyban írtak alá május 1-jén. A szerződés értelmében Ottokár, aki időközben cseh király lett, a stájer hercegséget Bélának engedte át, aki a stájer hercegi címet is felvette. Segítette IV. Bélát a stájerországi magyar közigazgatás megszervezésében és megszilárdításában, az 1250-es években többször tartózkodott Regedén. A magyar uralommal elégedetlen stájer urak a cseh Ottokártól kértek segítséget. Erre Béla és szövetségesei megszállták Morvaországot, de Ottokár 1260. június 12-én a kroissenbrunni csatában legyőzte őket. A vereség arra kényszerítette Bélát, hogy az 1261. március 31-én aláírt bécsi békében lemondott Stájerországról a cseh király javára. A felek között Rátót Roland közvetített, aki hónapokig tárgyalt Ottokárral Ausztriában. 1260-ban Rolandot Kőszegi Henrik követte a nádori tisztségben. 

### Tevékenysége szlavón bánként
A Gutkeled nembeli István bán 1259-ben, vagy 1260-ban bekövetkezett halála után a király Rátót Rolandot tette meg szlavón bánná. A korabeli forrásokban először 1261 augusztusában jelenik meg ebben a minőségében. Roland Béla király kívánságának megfelelően az ifjú Béla szlavón herceg mentoraként és támaszaként szolgált. Bánként több földet és birtokot szerzett a Dráva folyótól délre. Roland 1265 és 1267 között Spalato kormányzói tisztét is betöltötte.
IV. Béla király és István herceg viszálya 1264 végére háborúvá fajult. István herceg néhány hónap elteltével döntő győzelmet aratott apja serege felett az 1265. márciusi isaszegi csatában. Béla és István ezt követően aláírták a békeszerződést a Nyulak-szigeti Boldogasszony kolostorban. Rátót Roland távol tartotta magát a konfliktustól, hiszen akkoriban Zágráb mellett lakott. A békekötést követően István Béla jóváhagyásával meg akarta büntetni a kunokat, akik korábban elárulták, és a háború alatt a király táborához csatlakoztak. Béla királyi sereget biztosított fiának és a sereg vezérévé Rolandot tette meg, akinek személye elfogadható volt István herceg számára. Roland 1266 nyarán részt vett a Második bolgár birodalom elleni hadjáratban is, amikor István megtámadta Bulgáriát, elfoglalta Vidint, Plevent és más erődöket, majd öt csatában szétverte a bolgárokat, aminek eredményeként Jakov Szvetoszláv despota ismét elfogadta István uralmát.
Roland azonban a korábbi megegyezés ellenére hamarosan áldozata lett a IV. Béla és István ifjabb király közötti rivalizálásnak. Béla a bárók cselszövéseinek hatására elbocsátotta Rolandot, és helyét Kőszegi Henrik vette át. Birtokait Szlavóniában is kifosztották és elpusztították. Béla nagy valószínűséggel a hatalmával való visszaélésnek tekintette István herceg Bulgária elleni hadjáratában való részvételét, hiszen a király csak a kun törzsek megrendszabályozására adott neki hadsereget. Béla attól is tarthatott, hogy a katonai vezérként képzett István ezeken a hadjáratokon szövetségeseket is gyűjtött. Egy 1270-ből származó, V. István által kiadott királyi okirat szerint Roland a királyi udvarban „ellenségeinek intrikái és vádjai” miatt veszítette el Béla bizalmát.

### Életének késői szakasza
V. István 1270-ben lépett a magyar trónra. Rövid uralkodása alatt Nagykemlék várát és környékét Rolandnak adományozta, aki egyben Kemléki ispánság örökös grófja is lett. Az adománylevélben az egyéb érdemek mellett az is szerepel, hogy Roland „kedves a társalgásban” és „meg tudja szerettetni magát másokkal”, ami tükrözi a lovagi kódex hatását a királyi udvarban. V. István hirtelen halála, majd a 10 éves IV. László megkoronázása 1272 augusztusában lehetővé tette számára, hogy az ország egyik leghatalmasabb bárójává váljon. Befolyása még ez év novemberében tovább nőtt, amikor Kőszegi Henrik Béla macsói herceget brutálisan meggyilkolta, és a bárók felosztották egymás között a Macsói hercegség területét. Ekkor Rátót Roland nádor és macsói bán lett. Aktívan részt vett a két bárói csoport közötti viszályokban, amelyek IV. Béla uralkodásának utolsó évtizedében alakultak ki. Roland kezdetben a Kőszegi–Gutkeled bárói csoportot támogatta a Csák-frakció ellen.
Szűcs Jenő történész szerint Roland 1272 novemberében azért kerülhetett másodszorra is a legmagasabb rangú világi pozícióba, mert a két rivális bárói csoport és a névleges régens, Erzsébet királyné az első években még fontosnak tartotta fenntartani az egység látszatát. Szűcs úgy vélte, hogy az idős, tekintélyes, nádorrá és más vezető tisztségviselőkké emelt bárók, mint Péc Dénes, Ernye Ákos és Rátót Roland stabil pontoknak és „szépségtapasznak” számítottak a gyorsan változó kormányokban IV. László első öt uralkodási évében. 1273 májusára Rátót Rolandot nádorként és bánként a Kőszegi család szövetségese, Kemény fia Lőrinc, illetve Monoszló Egyed váltotta fel, azonban a következő hónapban ismét nádor lett, és a méltóságot legkésőbb októberig viselte, amikor a Kőszegiek a Csák bárói csoport többi tagjával együtt eltávolították hivatalából. Roland a következő hónapokban fokozatosan eltávolodott a Kőszegiek pártjától.
Az 1274. szeptemberi fövenyi csatát követően, ahol Kőszegi Henrik életét vesztette, Roland átállt a Csák rokonság hívei közé, és immár negyedszer is nádor lett. Ezt a méltóságot 1275 júniusáig töltötte be, amikor is a Kőszegiek a néhai Kőszegi Henrik árulása ellenére meg tudták őrizni befolyásukat, és a királyi udvar is bizalmat nyilvánított feléjük. Ekkor Rátót Roland helyére Kőszegi Miklóst választották nádorrá.  Ezt követően Roland 1275 nyarán Vas vármegye ispánja volt. 1275 és 1276 között Anjou Izabella magyar királyné tárnokmestereként is tevékenykedett. Emellett Szlavóniában Szana vármegye feje is volt. 1277-ben pontosan harminc év elteltével újra országbíróként szolgált.  Ebben a minőségében ő képviselte a magyar bárókat, amikor IV. László november 11-én Hainburgban találkozott a német I. Rudolffal, hogy megerősítsék szövetségüket II. Ottokárral szemben. Rátót Roland ebben az évben vagy 1278 elején halt meg. 1278 márciusában már halottként említik. 

## Fordítás
Ez a szócikk részben vagy egészben  a   Roland I Rátót című angol Wikipédia-szócikk ezen változatának fordításán alapul.  Az eredeti cikk szerkesztőit annak laptörténete sorolja fel. Ez a jelzés csupán a megfogalmazás eredetét és a szerzői jogokat jelzi, nem szolgál a cikkben szereplő információk forrásmegjelöléseként.